# Nina Windmüller
Nina Windmüller (* 8. November 1987 in Bergisch Gladbach) ist eine ehemalige deutsche Fußballspielerin.

## Karriere
Windmüller begann in der Grundschule mit dem Fußballspielen. Von 2005 bis 2008 spielte sie 45 Partien für den TuS Köln rrh. in der 2. Bundesliga und erzielte dabei zwölf Tore. 2008 erreichte sie mit der Mannschaft das Halbfinale des DFB-Pokals, das sie allerdings 0:2 gegen den 1. FC Saarbrücken verlor. In der Saison 2008/09 lief sie im Trikot von Bayer 04 Leverkusen auf, nachdem sich die Frauenfußballabteilung des TuS Köln rrh. aufgelöst hatte und nach Leverkusen gewechselt war. Zur Saison 2009/10 schloss sie sich dem Ligakonkurrenten 1. FC Köln an.
Nach einem Jahr in Köln wechselte Windmüller im Sommer 2010 zur zweiten Mannschaft des FCR 2001 Duisburg, für die sie in den folgenden drei Spielzeiten 28 Spiele absolviert hatte. Zur Saison 2011/12 unterschrieb Windmüller einen Zweijahresvertrag für die erste Mannschaft Duisburgs. Am 26. Februar 2012 (13. Spieltag) kam sie im Spiel gegen den Hamburger SV zu ihrem Erstligadebüt, als sie in der 88. Minute für Kozue Andō eingewechselt wurde. Nachdem ihr Vertrag in Duisburg nicht verlängert worden war, kehrte sie zur Saison 2013/14 zum 1. FC Köln zurück.
Nach dem Bundesliga-Aufstieg in der Saison 2014/15 beendete Windmüller ihre aktive Zeit als Fußballerin. Sie spielte zwar noch kurzzeitig für die Alemannia Aachen, widmete sich aber hauptberuflich ihrer Karriere als Fußball-Freestylerin.
2018 kehrte Windmüller zum 1. FC Köln zurück, und spielt dort in der ersten und zweiten Mannschaft des Vereins. Nach einer kurzen Pause vom Fußball, schloss sie sich zur Saison 2022/23 der Frauenfußballabteilung des SC West Köln an und bestritt vom 11. September 2022 (2. Spieltag) bis zum 29. Mai 2023 (20. Spieltag) elf Punktspiele in der viertklassigen Mittelrheinliga, in denen sie sechs Tore erzielte.

## Sonstiges
Windmüller hat ein Studium der Fitness-Ökonomie absolviert und arbeitete neben dem Fußball im Fitness-Studio ihrer Eltern in ihrem Heimatort. Sie ist die ältere Schwester von Gino Windmüller.
Hauptberuflich ist Windmüller mittlerweile als Fußball-Freestyle Künstlerin unterwegs.

## Erfolge
- Halbfinale im DFB-Pokal 2007/08